# Cimetière militaire britannique de Bayeux
Le cimetière militaire britannique de Bayeux est un cimetière militaire britannique de la Seconde Guerre mondiale situé à Bayeux dans le Calvados en France. Il est situé à proximité du musée mémorial de la Bataille de Normandie. C'est le plus grand cimetière militaire britannique de la Seconde Guerre mondiale en France.

## Histoire
L'organisation du Commonwealth War Graves Commission est responsable de l'entretien des tombes des soldats morts pendant la guerre. Parmi les 18 cimetières de Normandie entretenus, le cimetière de Bayeux est le plus grand.
Même si la guerre n'a pas particulièrement été violente à Bayeux, les morts ont été ramenés dans ce cimetière depuis toutes les régions environnantes. Cela inclut également les soldats morts à Sword Beach.

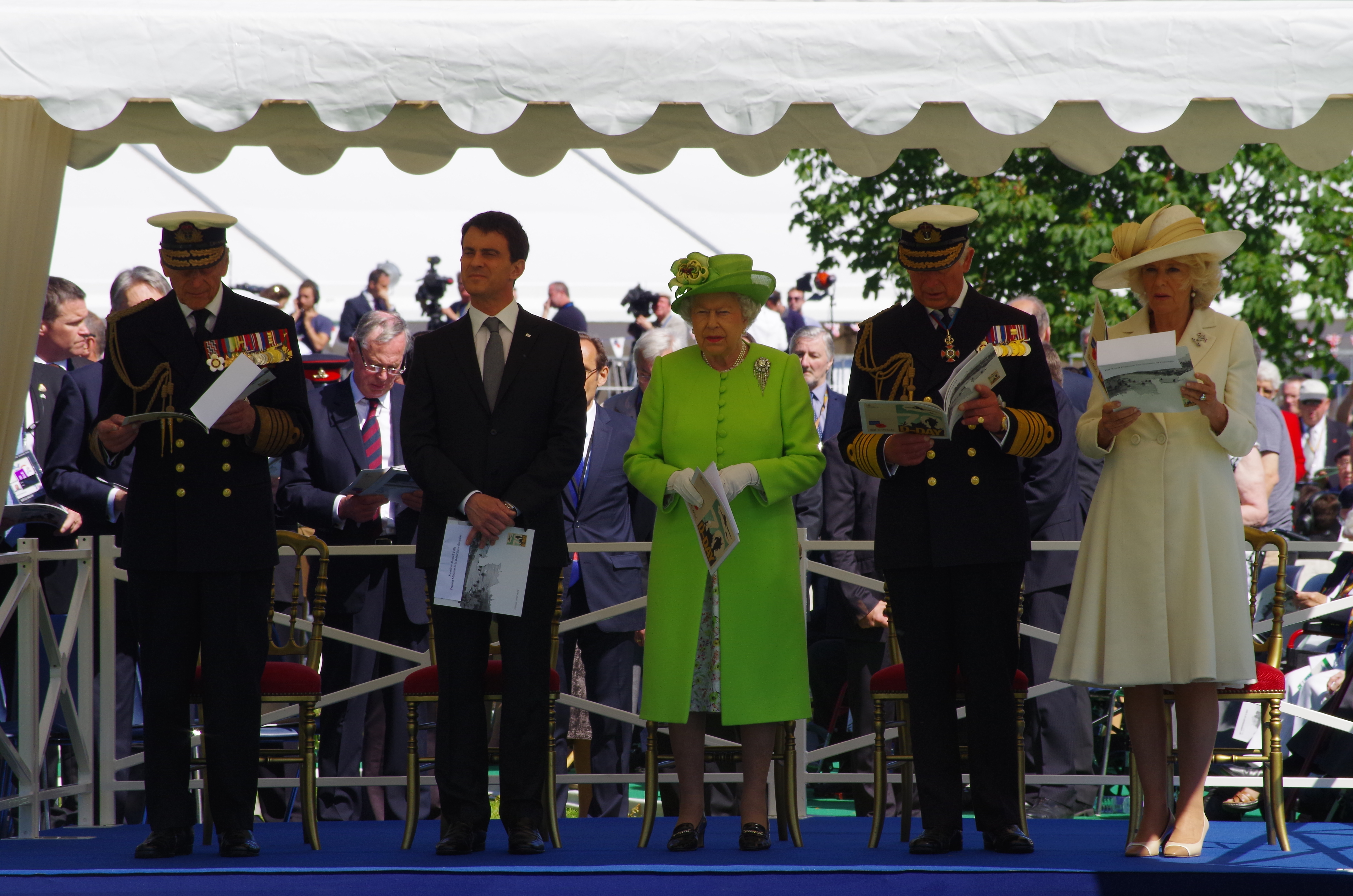
Cérémonie franco-britannique au cimetière militaire de Bayeux pour les commémorations du du débarquement de Normandie

L'emplacement du cimetière a été donné par la France à perpétuité au Royaume-Uni en reconnaissance des sacrifices faits par l'empire britannique en défendant puis en libérant la France durant la guerre. Le cimetière possède également la croix du sacrifice ou croix de guerre, réalisée par Sir Reginald Blomfield pour la commission des tombes militaires du Commonwealth. 
La reine Élisabeth II et le président François Mitterrand ont organisé une cérémonie au cimetière le 6 juin 1994 pour marquer le 50e anniversaire du débarquement, puis avec Jacques Chirac le 6 juin 2004 pour le 60e anniversaire.
Le 6 juin 2014, à l'occasion des commémorations du 70e anniversaire du débarquement de Normandie, une cérémonie a réuni notamment la reine Élisabeth II, son mari le prince Philip, leur fils le prince Charles, le Premier ministre britannique David Cameron et le Premier ministre français Manuel Valls. Plus de 1 200 invités avaient été conviés.

## Tombes

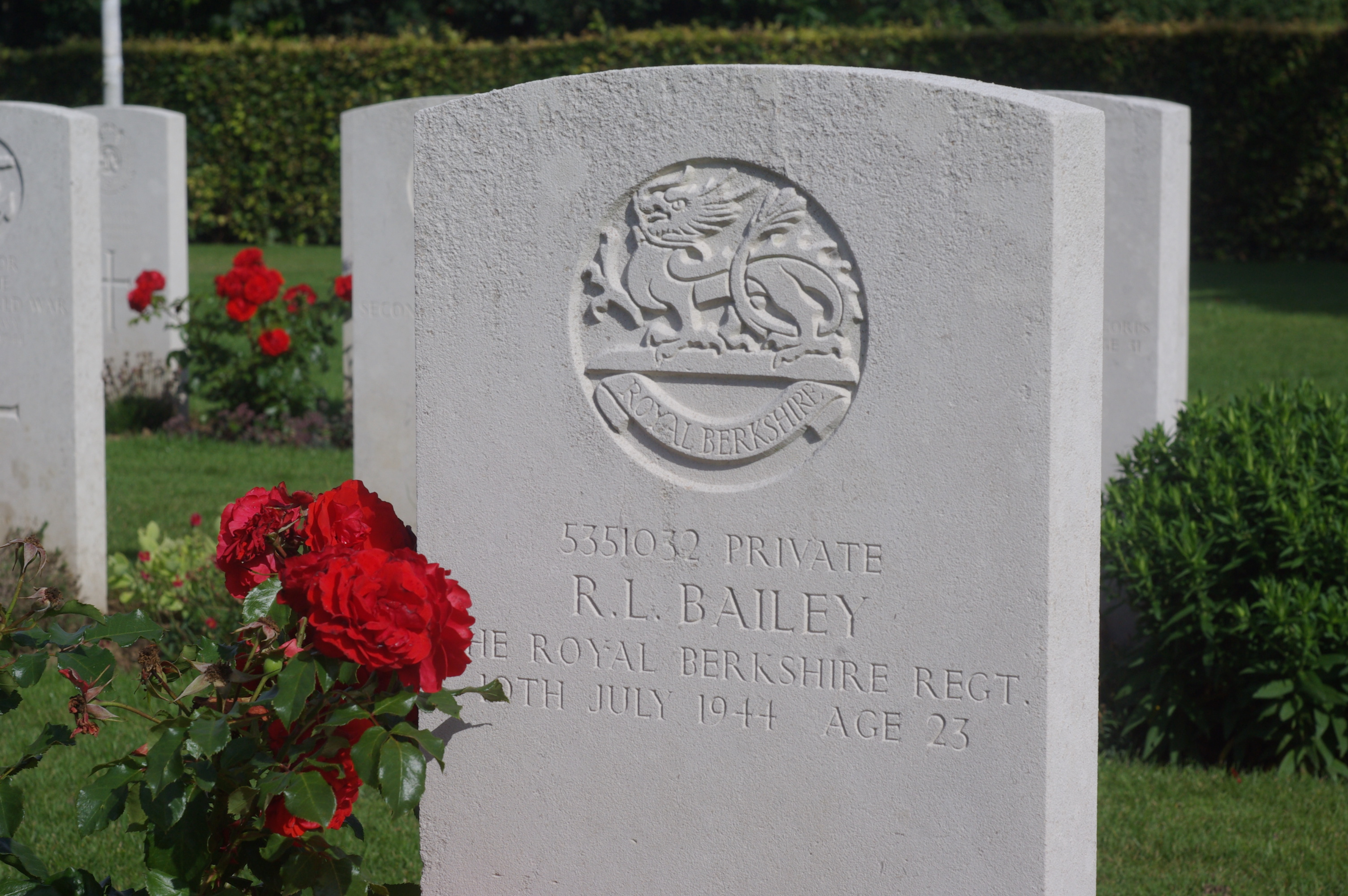
Tombe d'un soldat britannique

Le cimetière regroupe les tombes de 4 648 soldats tombés au cours des combats de la Seconde Guerre mondiale. Parmi ces soldats, on trouve :
- 3 935 Britanniques ;
- 181 Canadiens ;
- 17 Australiens ;
- 8 Neo-Zélandais ;
- 1 Sud-Africain ;
- 25 Polonais ;
- 3 Français ;
- 2 Tchécoslovaques ;
- 2 Italiens ;
- 7 Russes ;
- 466 Allemands.

Des soldats connus sont enterrés au cimetière de Bayeux :
- Le caporal Sidney Bates (en) de l'armée britannique était membre du premier bataillon  du Royal Norfolk Regiment. Il fut récompensé de la croix de Victoria pour ses actions du 6 août 1944 près de Sourdeval.
- Cinq membres d'une même unité sont enterrés ensemble : Royal Air Force Flying Officer B.E. Bell (pilot); Flying Officer H.D. Clark (air gunner); Sergeant J. Holden (wireless operator/air gunner); Sergeant J.J. Reed (air gunner); et Royal Australian Air Force Flying Officer D. MacFadyen, tous morts le 10 juin 1944.

## Mémorial de Bayeux
Face au cimetière, se trouve le Mémorial à la mémoire des 2 092 soldats du Commonwealth tués au cours de la bataille de Normandie et qui n'ont pas reçu de sépulture.
La devise « NOS A GULIELMO VICTI VICTORIS PATRIAM LIBERAVIMUS » qui figure au fronton du mémorial signifie : « nous, autrefois vaincus par Guillaume, avons maintenant libéré la patrie du vainqueur. » Elle rappelle que Guillaume le Conquérant, qui devint roi d'Angleterre après la bataille d'Hastings (1066), était duc de Normandie.

### Autres articles
- Bataille de Normandie
- Cimetières militaires de la Seconde Guerre mondiale
- Commonwealth War Graves Commission

### Sources
1. ↑  « Bayeux War Cemetery dans Bayeux, Basse-Normandie », sur findagrave.com (consulté le 27 avril 2023).
2. ↑  « Site Disabled », sur 50megs.com (consulté le 27 avril 2023).
3. ↑  Staff. "Queen's tribute to D-Day veterans", BBC News, June 6, 2004. Accessed December 16, 2008.